# Plató conversant amb els seus deixebles
Plató conversant amb els seus deixebles és un mosaic romà del s. I conservat al Museu Arqueològic Nacional de Nàpols. En aquesta imatge l'ambient social de l'entorn de Plató apareix reflectit com una manera idealitzada de recreació del debat intel·lectual protagonitzat pels comensals d'El convit.